# Клуб студената марксиста
Клуб студената марксиста је био студентска организација која је окупљала студенте марксисте и комунисте, а пре свега студенте чланове Комунистичке партије Југославије. Клуб је основан октобра 1919. године под називом Клуб студената комуниста, али је доношењем Обзнане, децембра 1920. године био забрањен. Рад клуба је обновљен маја 1922. године када је на Загребачком свеучилишту основан клуб „Ипак се окреће”, који је почетком 1923. године био преименован у Клуб студената марксиста. Деловао је међу студентима, углавном на Загребачком и Београдском универзитету, све до дефинитивне забране његовог рада увођењем Шестојануарске диктатуре 1929. године.
Упоредо с овим клубом у Бечу је деловао Клуб југословенских студената марксиста који је постојао до 1926. године.

## Историјат
Претечу Клуба студената комуниста чинило је дружење „Удружење академске социјалистичке омладине”, које је основано 12. фебруара 1919. године у Загребу. Ово удружење било је наследник, Социјалистичке школе, основане марта 1918. године. Председник клуба је био Сима Миљуш. Средином 1919. године удружење се поделило на два дела — малобројне центрумаше и левичаре. Левичари, који су били у бројнији, су почетком октобра 1919. године напустили Удружење и основали „Клуб студената комуниста“.
Клуб је имао значајну улогу у оснивању Савеза комунистичке омладине Југославије (СКОЈ) и његовој афирмацији на Загребачком свеучилишту. Рад клуб је текао све до 30. децембра 1920. године, када је забрањен доношењем „Обзнане“.
Након првих година илегалног партијског рада, група либералних студената и група студената комуниста је 29. маја 1922. године основала Клуб „Ипак се окреће“, који се у основи бавио проблемима социологије, а временом је постао замена за распуштени Клуб студената комуниста и легално се бавио пропагирањем ставова тада илегалне КП Југославије и Савеза комунистичке омладине међу студентском и радничком омладином. Почетком 1923. године је био забрањен од полиције, али је убрзо потом основан нови студентски клуб — Клуб студената марксиста, који је био иста организација само са новим називом и мало другачијим друштвеним правилима. Овај нови студентски клуб постојао и полуилегално деловао све до увођења Шестојануарске диктатуре, јануара 1929. године.

### Клуб југословенских студената марксиста
Клуб југословенских студената марксиста био је организација југословенских студената комуниста који је деловао у Бечу. Основан је октобра 1919. године упоредо с клубом који је деловао у земљи. Првобитни назив му је био Клуб југословенских студената социјалиста, а формиран је уз сагласност функционера КПЈ — Симе Марковића, Владимира Ћопића и Павла Павловића. Управу Клуба сачињавали су Ловро Клеменчич, Лаза Петровић, Драго Зломислић и Ђуро Остојић. Дужност секретара је све до 1924. године обављао Љуба Живковић, а после њега Гргур Вујовић.
У клубу су била организована предавања на којима су студенти, који су имали знања из марксизма, држали предавања из разних тема. Међу студентима предавачима били су — Огњен Прица, браћа Вујовић Раде и Воја и др. У то време Беч је био седиште илегалне КПЈ, па су у Клуб свраћали функционери КПЈ — Филип Филиповић, Коста Новаковић, Ђуро Цвијић, Аугуст Цесарец, Камило Хорватин, Љуба Радовановић и др. Чланови клуба су поред пропагандног рада били задужени за помагање илегалној КПЈ у разним пословима, а посебно у преношењу материјала. Многи чланови клуба су уступали своје пасоше прогоњеним активистима КПЈ који су били без легалних пасоша.
Клуб је био активан све до 1926. године када се угасио јер је већина југословенских студената завршила школовање, а Беч је престао да буде главна организациона и техничка база југословенске комунистичке емиграције.